# Publicationes Mathematicae Debrecen
Publicationes Mathematicae Debrecen ist eine mathematische Fachzeitschrift, die vom Institut für Mathematik der Universität Debrecen herausgegeben wird.
Sie wurde 1950 von Alfréd Rényi, Tibor Szele und Ottó Varga gegründet. 2022 erschien die einhundertste Ausgabe.